# Eugenia rigida
Eugenia rigida är en myrtenväxtart som beskrevs av Dc.. Eugenia rigida ingår i släktet Eugenia och familjen myrtenväxter. Inga underarter finns listade i Catalogue of Life.